# بادن (ویرجینیای غربی)
بادن (به انگلیسی: Baden) یک منطقهٔ مسکونی در ایالات متحده آمریکا است که در شهرستان ماسون (ویرجینیای غربی) واقع شده‌است. بادن ۲۹۲٫۹۲ متر بالاتر از سطح دریا واقع شده‌است.